# Normands
Cet article concerne les Normands du Moyen Âge. Pour la variété de langue d'oïl, voir Normand.
Les Normands sont les habitants de la Normandie, le terme désignant aussi historiquement les habitants du duché de Normandie.
Autrefois, le mot de Normands en ancien français « Normanz / Normant » était employé pour qualifier les Vikings. Il signifie littéralement « Hommes du Nord ».

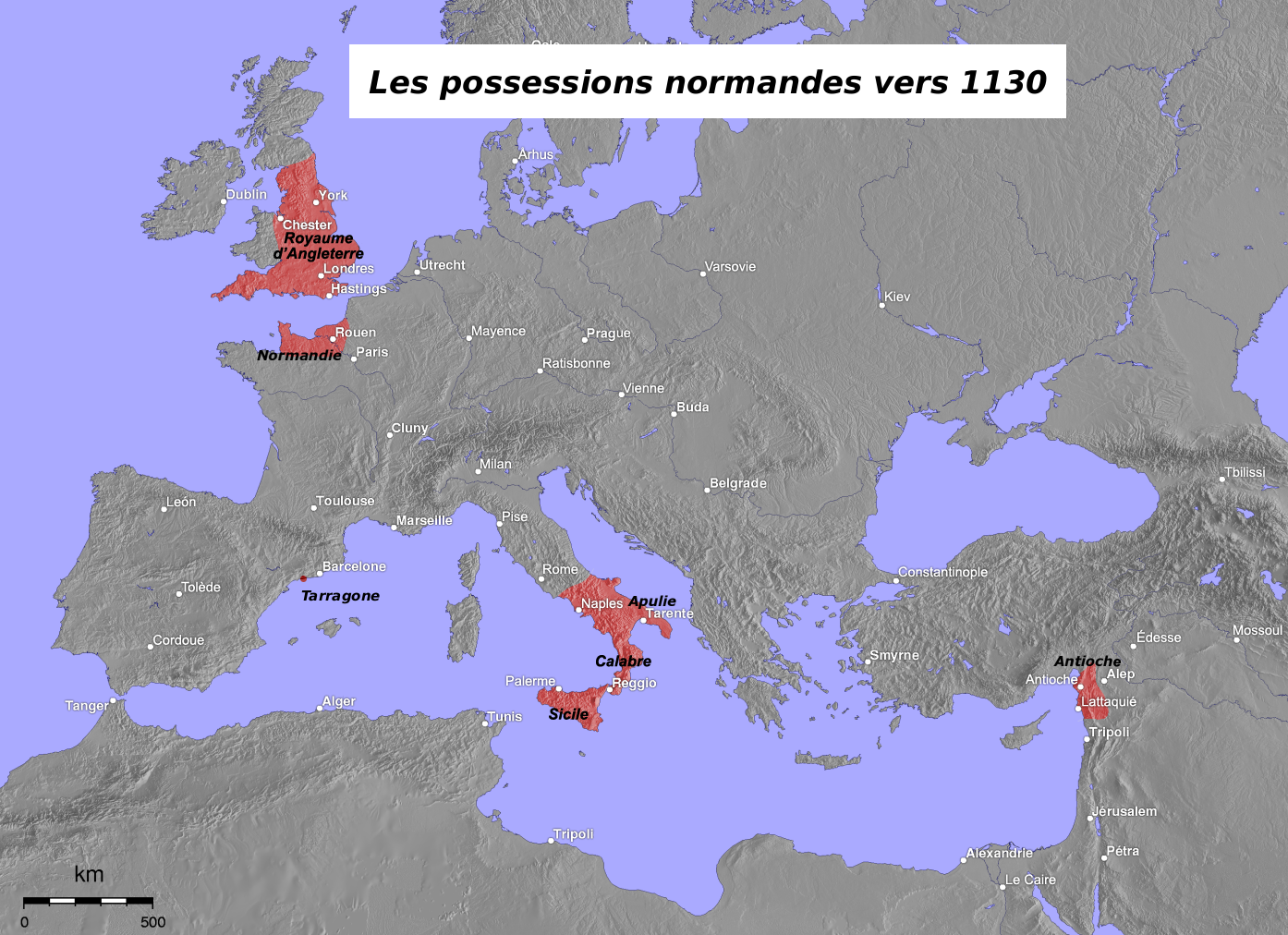
Le monde normand au XIIe siècle.

Expansion viking, en jaune celle des Normands au XIe siècle.

## Étymologie
Le mot français normand vient du vieux norrois islandais nordmann qui veut dire « homme du nord », attesté en latin, au neuvième siècle, sous la forme de nortmannus. La chute de la consonne d par manque de prononciation affecte aussi le norrois qui lui est apparenté.
Sous la plume des auteurs contemporains, les Normands désignent l'ensemble des habitants de la Scandinavie et parlent parfois de Dani (Danois) pour désigner le même ensemble de population. Dans le cas d'Éginhard, dans Vita Karoli Magni, il distingue du terme Normand les Danois et Sueones. Dans le cas de Procope de Césarée, il évoque qu'il existe treize peuple parmi les Normands.

## Origines de l'État normand
À l’Ouest de l’Europe, dès la première moitié du IXe siècle, des bandes vikings ravagent les côtes des royaumes d'Angleterre, d'Écosse, d'Irlande et de France. Ils y établissent des bases comme à Saint-Florent-le-Vieil sur la Loire et à Noirmoutier. Cependant, leur installation y est limitée et ponctuelle. Plus solides sont leurs établissements à l'embouchure de la Loire (vieux norrois Leira) et de la Seine (vieux norrois Signa), ainsi que dans la péninsule du Cotentin. Le premier n'aboutit pas à la formation d'un État durable et viable. En revanche, sous la conduite d’un certain Rollon le Marcheur (Hrólfr), viking d’origine danoise ou norvégienne, l'établissement de la Basse Seine prend un caractère permanent, tout comme le Cotentin isolé et délaissé par les pouvoirs francs et bretons. Rollon est battu à Chartres en 911 par Robert Ier de France, alors comte de Paris. À la suite de cette défaite, le jarl Rollon reçoit du roi carolingien Charles le Simple, qui négocie alors en position de force du fait de cette victoire, le comté de Rouen et tout le territoire entre l'Epte et la mer en échange de son allégeance, de sa conversion au christianisme et d'une alliance pour protéger désormais le royaume de Francie occidentale de nouvelles incursions des Vikings. Cet accord est scellé par le traité de Saint-Clair-sur-Epte (911). Cette colonie de la Basse Seine, qui s'étend dans des limites correspondant plus ou moins aux départements de l'Eure et de la Seine-Maritime, constitue l'embryon du futur duché de Normandie. C'est le fils de Rollon, Guillaume Longue Épée, qui se charge de réunir les établissements du Bessin et du Cotentin, ainsi que l'Avranchin au comté de Rouen, se calquant de la sorte sur la principauté ecclésiastique de Rouen, elle-même correspondant à la Seconde Lyonnaise antique, et qui deviendra ainsi le duché de Normandie.
Hormis les Vikings, une population scandinave à la fois maritime et rurale s’implante dans le futur duché. Elle est majoritairement originaire du Danemark et du Danelaw (anglo-scandinave), mais une partie non négligeable est originaire de Norvège, que ce soit du royaume ou des possessions norvégiennes (d’Irlande notamment) : ces Norvégiens se fixent principalement dans le nord de la péninsule du Cotentin qui se trouve au bout d'une voie maritime partant des Orcades au nord de l'Écosse, passe entre les Hébrides et la côte est de l'Écosse, se prolonge entre l'Irlande et l'Angleterre, les îles Sorlingues,.
La colonisation scandinave de la Normandie, tout comme la formation du duché normand, s’étale sur plus d’un siècle car, dans les années 1020, des bandes vikings viennent encore s’installer dans le duché sous le règne du duc Richard l’Irascible. Le duché de Normandie se constitue surtout sous les successeurs de Rollon, de son fils Guillaume Longue-Épée et c’est seulement au siècle suivant, sous le règne du duc Guillaume le Bâtard, que le pouvoir ducal est totalement affirmé (à partir de 1060 environ), 150 ans après le traité de Saint-Clair-sur-Epte.

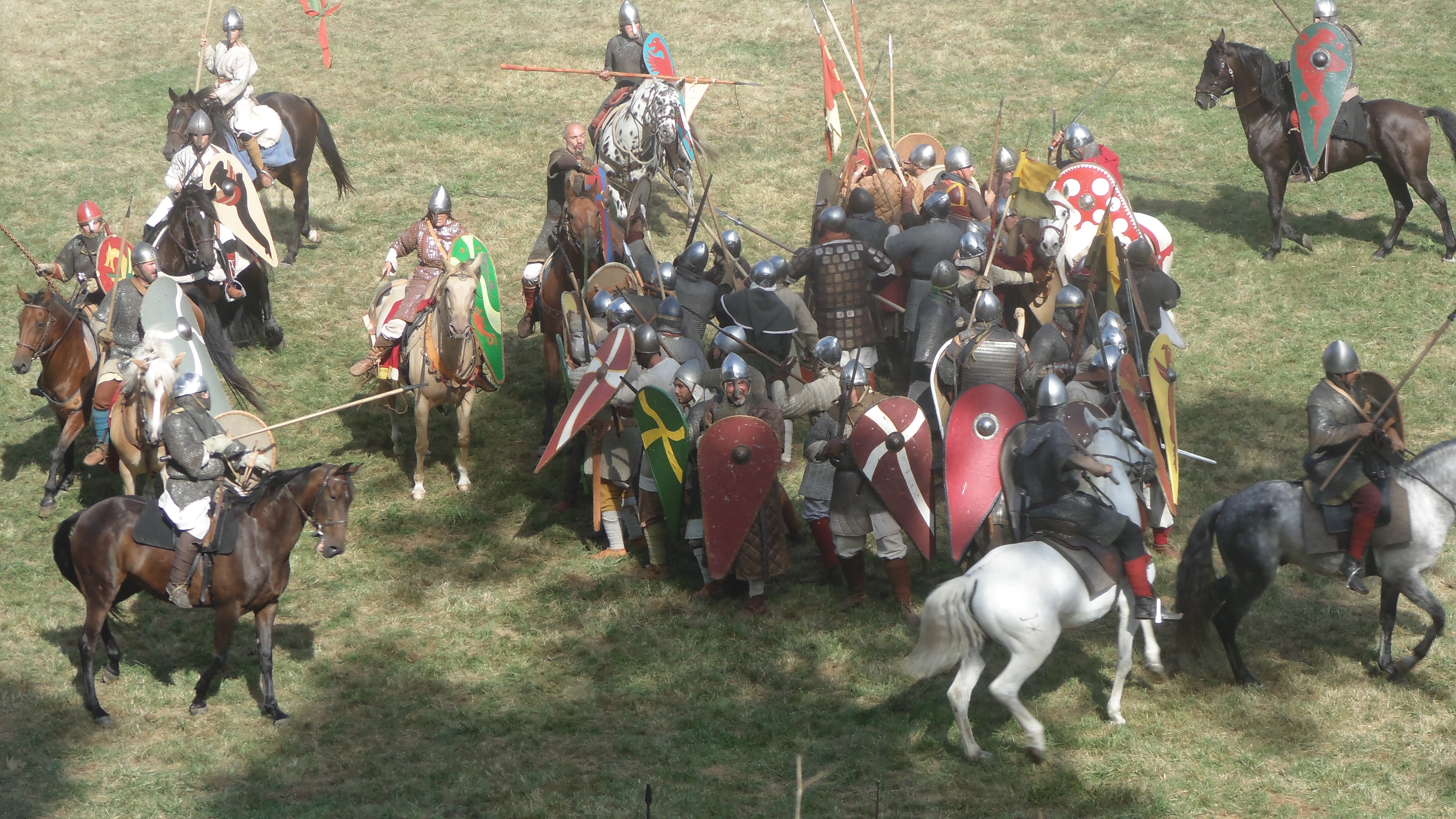
Infanterie et cavalerie normandes.

## Un peuple né de la synthèse d'éléments gallo-francs et anglo-scandinaves

### L'influence scandinave et anglo-scandinave

#### Le droit et les coutumes
La survivance d’éléments scandinaves ou anglo-scandinaves s’est manifestée sur le plan juridique dans les coutumes ducales. Ainsi, le hanfare, d'origine anglo-scandinave (hamfara, hamsocn), réprime les assauts armés contre les domiciles. Le ullac (de útlagr « banni » cf. anglais outlaw) punit par l'exil tout individu s'opposant à l'autorité ducale et lui confisque ses biens, il est similaire aux pratiques franques du bannissement mais avec une mise hors-la-loi interdisant au banni de recouvrer ses biens et d'être assisté par quiconque. D’ailleurs, nombre de Vikings à avoir essaimé hors de leur sol natal, le firent parce qu’ils en avaient été exilés. Le terme d’ulage qui désignait le condamné à l’ullac a fini par désigner aussi le pirate en référence au fait qu'ils étaient ainsi condamnés à errer sur les mers. La stricte punition du vol, illustrée par l’histoire du chêne auquel Rollon a suspendu un anneau d’or que personne ne songeait à voler, trouve également sa source dans le folklore danois. Le droit des épaves appelé droit de varech (veriscum) porte également la marque de la législation scandinave, il autorise en effet les seigneurs fonciers à devenir propriétaire des épaves du rivage bordant leur propre terre, mais à l'origine c'était le monopole du duc, il s'appliquait également aux cétacés échoués. Mais la persistance la plus marquée de l’usage scandinave dans les mœurs des Normands est sans conteste le mariage more danico, « à la danoise », légalisant la polygamie. Les enfants nés d’une frilla, la seconde épouse, étaient considérés par eux comme légitimes. Ainsi, Guillaume ne fut « Bâtard » qu’aux yeux de l’Église et ceci n’empêcha pas son père de le désigner comme son successeur. Ce n’est qu’au bout de sept générations, précisément avec Guillaume le Conquérant, que les ducs de Normandie paraissent devenir monogames.

#### La langue et l'onomastique
La classe régnante qui s'exprime dans la danesche langue, c'est-à-dire le vieux danois ou le vieux norrois, légèrement différent, abandonne en trois générations leur usage respectif, tandis que le peuple notamment sur le littoral va mettre plus de temps. Doit-on croire Benoît de Sainte-Maure, lorsqu'il affirme au XIIe siècle, dans sa Chronique des ducs de Normandie, que l'on parlait encore « danois » sur les côtes ? La disparition de l'ancien scandinave est d'autant plus favorisée qu'il n'est pas parlé partout dans le duché et de manière homogène, de grands pays (Mortinais, Hiémois, etc.) restent quasiment vierges de toute population d'origine nordique, en outre, il ne devait pas avoir lui-même de caractère uniforme du fait des origines géographiques diverses des immigrants. Il a cependant apporté à la langue romane parlée dans cette ancienne partie de la Neustrie une coloration particulière (notamment tout le long des côtes) qui contribue à donner au dialecte normand une originalité au sein des dialectes d’oïl. L'influence fondamentale de la tradition scandinave sur la navigation ancienne et ses techniques s'est manifestée dans son lexique nautique, passé dans sa quasi-totalité dans la langue française.
Cette influence sur le lexique général du normand reste somme toute modeste et limitée à environ 150 mots, ce qui le rend à peu près égal en quantité à celui de la langue française hérité du gaulois. En revanche, l'ancien scandinave et le vieil anglais ont laissé des traces importantes dans la toponymie normande (preuve que des langues nordiques ont été parlées sur ce territoire suffisamment longtemps) et dans l'onomastique (noms de personnes). Outre les toponymes en -tot, -bec, -beuf (-bot), -vy (-vic), -lon[de], -crique, -ret (-ry), -mare, -dalle (-dal), -tuit (Thuit-), -fleur, -to[u]rp (To[u]rp), Ho[u]gue, Hom[me], etc., on trouve de nombreux anthroponymes devenus noms de familles vers le XIIIe siècle, sans doute transmis dans des familles d'ascendance [anglo-]scandinave (ces patronymes n'étant pas des noms de baptême contrairement aux noms de familles français les plus fréquents) : Angot, Anquetil / Anctil, Auber (sans t) / Osbert, E[s]tur, Néel, Quetil, Gounouf / Gounout, Osouf / Auzou[x], Théroude / Thouroude / T[h]roude, T(o)urgis, T[e]urquetil, Toutain / To(u)stain, Ingouf / Ygout, Ouf, Anfry, Doudement / Dodeman, Tougard, Turgot, etc. L'habitude médiévale au sein des familles nobles du duché d'accoler Filz (écrit également Fiz ou Fitz) « fils » au nom du père vient aussi de la tradition scandinave du -son qui persiste encore en Islande; ainsi le fils d'Osbern de Crépon est-il appelé Guillaume Fitz Osbern, d'où par exemple les nombreux Fitzgerald en Irlande ou Sturgis, Sturges en Grande-Bretagne, contraction pour Fitz Turgis.

## Traits de caractère des Normands

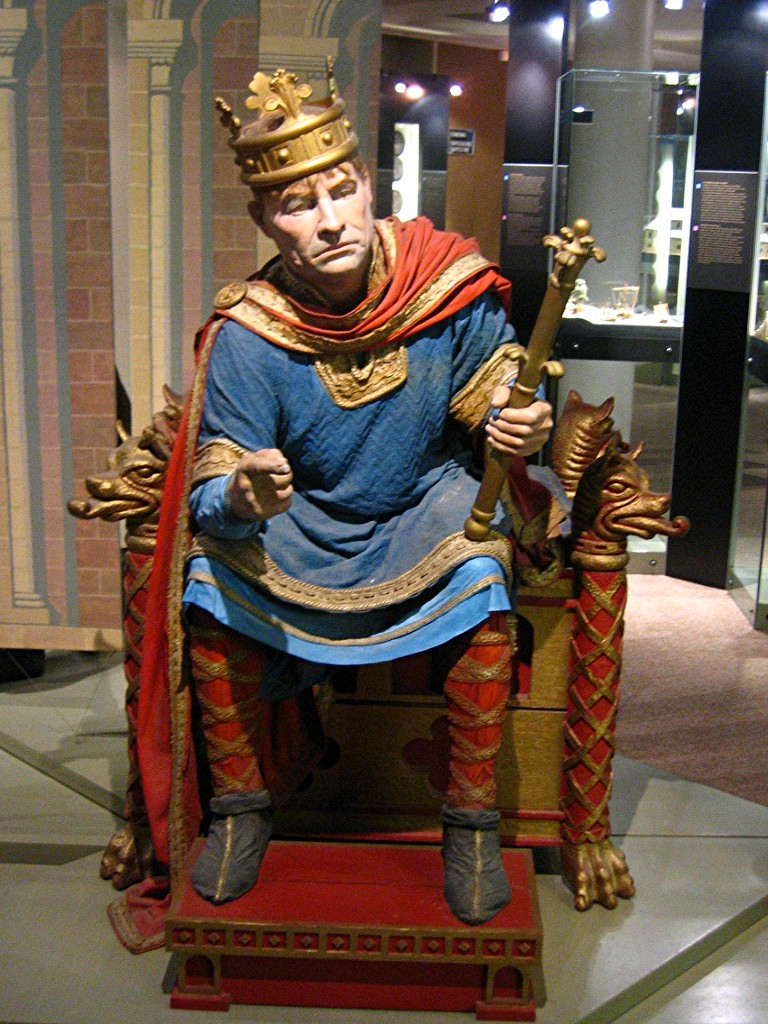
Guillaume le Conquérant, au musée de Bayeux.

Comme beaucoup d’autres cultures colonisatrices, la normande fut particulièrement entreprenante et adaptable. Le moine bénédictin et chroniqueur du XIe siècle Geoffroi Malaterra décrit les Normands comme « un peuple d'une très grande habileté, qui tire vengeance des torts qu'on lui inflige, et qui, dans l'espoir de faire davantage de profit ailleurs, méprise les terres héritées de ses pères ; avide de gain et de domination, il sait tout simuler et dissimuler, et tient un juste milieu entre générosité et avidité ».
La capacité de dissimulation que Geoffroi Malaterra attribuait dès le XIe siècle à son peuple se reflète encore à l'époque moderne dans la culture populaire : ce qu'on appelle en français « réponse de Normand » est une formulation « exprimée en termes ambigus ». Dans sa Satire XII – Sur l'équivoque (1703), Boileau fait allusion à cette réputation. S'adressant à l'Équivoque personnifiée, il la conjure en la renvoyant, sans le nommer, dans le pays où coulent l'Orne et la Sarthe, c'est-à-dire la Normandie de l'Ouest :
Fuis, va chercher ailleurs tes patrons bien-aimés,
Dans ces pays par toi rendus si renommés,
Où l'Orne épand ses eaux, et que la Sarthe arrose ; […]
En liaison avec cette réticence prêtée aux Normands à s'exprimer en termes risquant de les engager, un vieux stéréotype les présente comme des chicaneurs acharnés à tirer avantage des textes de loi. Geoffroi Malaterra se fait déjà l'écho de cette passion procédurière, qu'il présente comme complémentaire de la violence entreprenante de ce peuple « qui sait manier la flatterie, qui nourrit une telle passion pour l'étude de l'éloquence qu'on entend même des enfants parler presque comme des rhéteurs, et qui par ailleurs ne connaît aucun frein tant qu'il n'est pas soumis au joug de la justice ».
Dans sa comédie Les Plaideurs (1668), satire visant les hommes de loi, Jean Racine situe l'action « dans une ville de Basse-Normandie ».
Jules Michelet affirme qu'en Normandie, « le père de famille, au retour des champs, aime à expliquer à ses petits, attentifs, quelques articles du Code civil ».

## L'esprit de conquête et ses conséquences

### Conquête de l'Angleterre

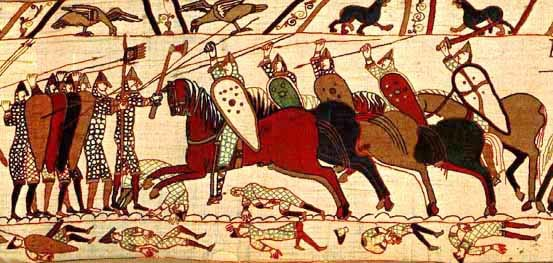
La conquête de l’Angleterre.

Les Normands étaient depuis longtemps en contact avec l’Angleterre. En se livrant à la conquête de l'Angleterre, les Normands du duché de Normandie n'ont fait que continuer la vague d’incursions norvégiennes en Angleterre. Non seulement leurs semblables païens ravageaient déjà les côtes anglaises, mais ils occupaient la plupart des ports importants face à l’Angleterre à travers la Manche.
Cette proximité a produit des liens plus étroits encore avec le mariage de la fille du duc Richard Ier de Normandie, Emma, au roi Æthelred II d'Angleterre. C’est pour cette raison qu’Æthelred II trouva refuge en Normandie en 1013, quand il fut chassé de son royaume par Sven Ier de Danemark. Son séjour en Normandie jusqu’en 1016 l’influença ainsi que ses fils. Après la conquête de l’île par Knut II de Danemark, sa femme Emma resta en Normandie.
Lorsqu' Édouard le Confesseur revint finalement en Angleterre en 1041, à l’invitation de son demi-frère Knut III de Danemark, il avait été extrêmement « normannisé ». Il amena de surcroît nombre de conseillers et de guerriers normands avec lui. Il engagea même une petite troupe de Normands pour établir et former une force de cavalerie anglaise. Bien que ce dessein ne se soit jamais vraiment réalisé, il est typique de l’attitude envers la Normandie d’Édouard qui nomma Robert de Jumièges archevêque de Cantorbéry et fit Ralph le timide comte de Hereford. En 1051, il invita son beau-frère Eustache II de Boulogne à sa cour, ce qui devait avoir comme conséquence le plus important des premiers conflits entre Saxons et Normands et dont devait résulter l’exil du comte Godwin de Wessex.
Lorsqu’en 1066, le chef normand, Guillaume le Bâtard, bientôt surnommé le « Conquérant », conquit l’Angleterre, les Normands et leurs descendants remplacent les Anglo-Saxons en tant que classe régnante de l’Angleterre. Après une phase initiale de ressentiment et de révolte, les deux populations finirent par s’entremarier et fusionner en agrégeant les langues et les traditions respectives. Les Normands finirent, avec le temps, par s’identifier comme Anglo-Normands, d’autant plus que l’anglo-normand différait considérablement du français parisien dont s’est gaussé Chaucer. Même cette distinction a, par la suite, disparu en grande partie au cours de la guerre de Cent Ans, l’aristocratie anglo-normande s’identifiant de plus en plus comme anglaise et les langues anglo-normandes et anglo-saxonnes fusionnant pour former le moyen anglais.

### Conquête de l'Irlande

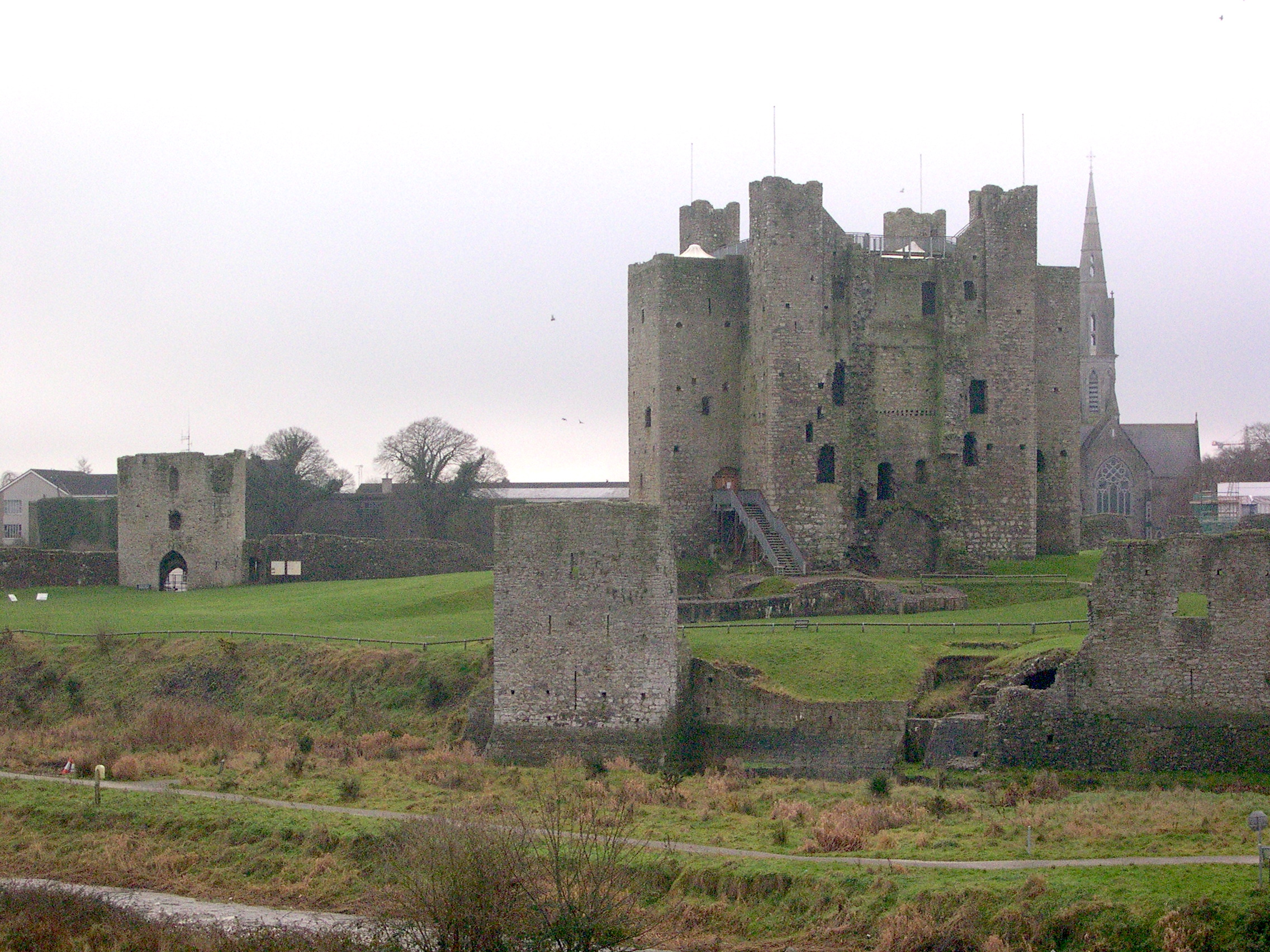
Le château normand de Trim, en Irlande.

L’arrivée des Normands eut un impact profond sur la culture, l’histoire et l’ethnicité irlandaises. Ils s’installèrent pour la plupart à l’est de l’Irlande, dans une région d’un rayon d’une trentaine de kilomètres autour de Dublin aujourd’hui connue sous le nom d’« English Pale ». Ils y construisirent également des châteaux, y compris ceux de Trim et de Dublin, ainsi que des villages. Au début du XIIe siècle, les Normands maintinrent une culture et identité distinctes, les deux ethnies s’empruntant mutuellement leur langue, leur culture et leurs perspectives. Le creuset irlandais les allia rapidement et on a souvent coutume de dire qu’ils sont devenus « plus irlandais que les Irlandais eux-mêmes ».

### Conquête de l'Écosse
Edgar Ætheling, un des prétendants au trône anglais opposés à Guillaume le Conquérant, avait trouvé refuge en Écosse. Ayant épousé sa sœur Marguerite, le roi Malcolm III d'Écosse devint un opposant à Guillaume qui avait déjà contesté les frontières méridionales de l’Écosse.
En 1072, Guillaume envahit l’Écosse jusqu’au Firth de Tay où il retrouva sa flotte. Malcolm fit sa soumission et rendit hommage à Guillaume, remettant son fils Duncan comme otage et commençant une série d’argumentations visant à déterminer si la couronne écossaise devait ou non allégeance au roi anglais.
Les Normands pénétrèrent en Écosse où ils construisirent des châteaux et fondèrent des familles nobles qui devaient fournir des rois tels que Robert Ier d'Écosse ainsi que des clans écossais dans les Highlands écossais. Le roi David Ier d'Écosse joua un rôle primordial dans l’introduction des Normands et de la culture normande en Écosse, ayant passé du temps à la cour d’Henri Beauclerc qui était marié à Mathilde d'Écosse, la sœur de David Ier. Ce processus se poursuivit sous les successeurs de ce dernier. Le système féodal normand fut appliqué dans les Lowlands, mais l’influence sur la langue écossaise de cette région fut limitée.
La famille Bruce est d'origine normande.

### Conquête du Pays de Galles
Les Normands connaissaient le Pays de Galles bien avant la conquête normande de l’Angleterre. Édouard le confesseur avait nommé Ralph le Timide comte de Hereford en le chargeant de défendre les Marches et de faire la guerre avec les Gallois.
Ces premières opérations dans ce pays ne furent pas suivies d’effet, mais, à la suite de la conquête, les Marches tombèrent entièrement sous la domination des barons normands de confiance de Guillaume, dont Roger II de Montgommery dans le Shropshire et Hugues d'Avranches dans le Cheshire.
Ces Normands commencèrent une longue période de lente conquête au cours de laquelle presque tout le Pays de Galles fut plus ou moins sujet à des interventions normandes. C’est à cette époque que des mots normands tels que barwn (baron) ont fait leur entrée dans la langue galloise.

### Conquête en Europe du Sud et en Asie Mineure
Dès le début du XIe siècle déjà, des Normands partirent s’illustrer et chercher fortune par petits groupes en Espagne, combattant les Maures aux côtés des rois chrétiens du Nord comme vers 1034 ou en 1064 à la bataille de Barbastro, mais surtout en Méditerranée, en Italie du Sud et en Sicile, jusqu’à Byzance et en Asie mineure, et enfin, en « Terre Sainte » à l’époque des croisades.

#### Italie et Sicile

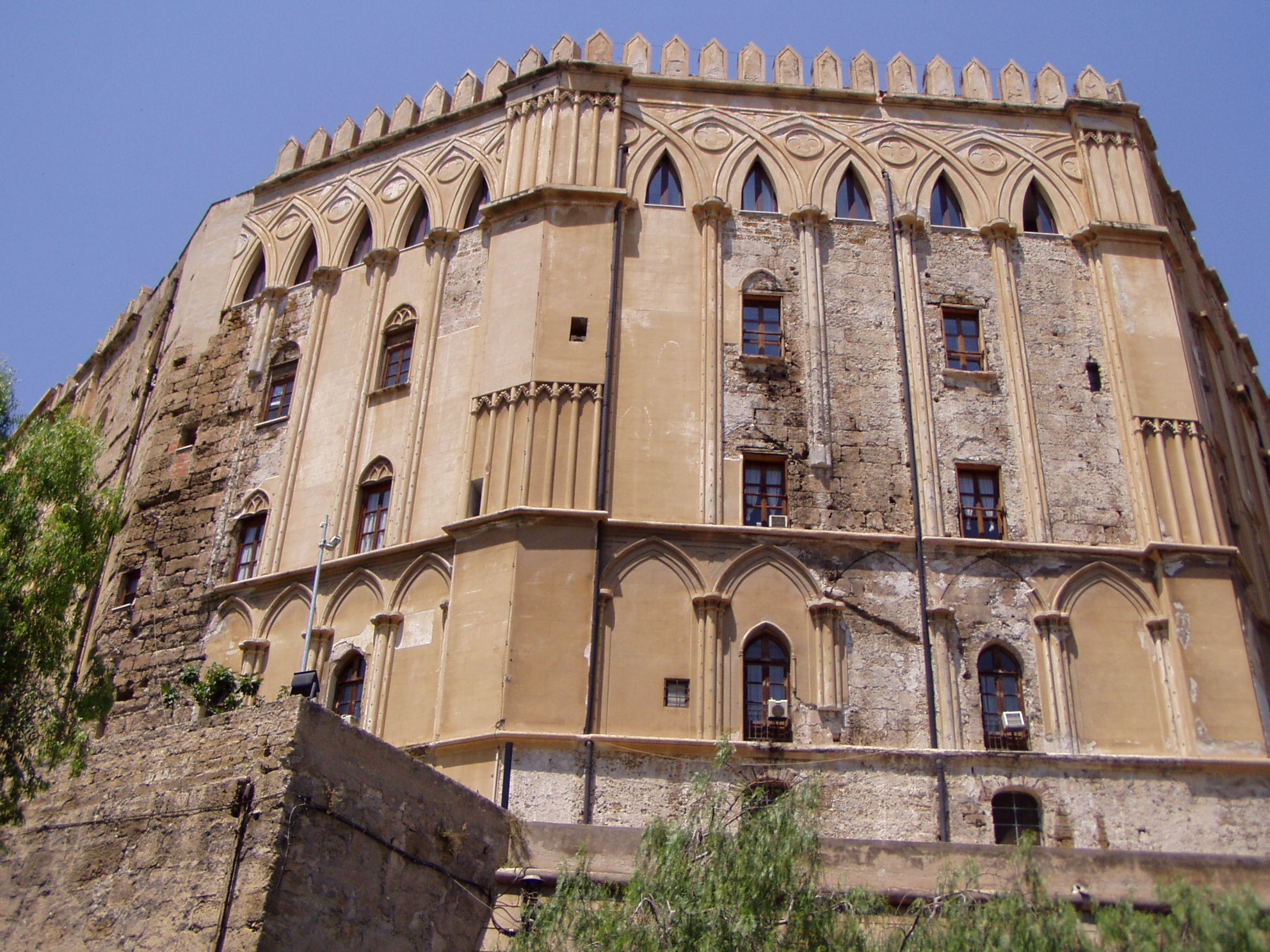
Le palais des Normands à Palerme.

Les Normands conquirent progressivement l’Italie du Sud et la Sicile, où ils jetèrent les fondements du royaume de Sicile.
L’immigration normande dans le Mezzogiorno n’eut rien de massif mais on estime qu'entre les années 1010 et les années 1120, il y eut un flux constant de départs du duché de Normandie vers l’Italie du Sud et on a pu en évaluer le nombre à quelques centaines de Normands par an pendant un siècle environ.
Contrairement à la conquête de l’Angleterre, cette conquête fut menée sur une longue durée, de plusieurs générations, par de petits seigneurs normands, et ne fut ni dirigée ni même inspirée par le duc de Normandie. « Aucun projet préétabli, aucun plan à court ou à long terme n'a présidé aux opérations de conquête, si ce n'est dans les derniers temps quand la prise du pouvoir sembla possible ». Il s’agissait au départ de groupes de mercenaires indépendants au service de princes indigènes. D'après des études récentes, les deux tiers des immigrants de cette époque étaient des Normands et le reste était constitué principalement de Bretons mais aussi d'Angevins, de Manceaux, de Flamands et de Francs. Ces Normands étaient originaires de Basse-Normandie, principalement du territoire de l’actuel département de la Manche, et issus de la classe des seigneurs de rang modeste incapables de donner des terres à leur famille nombreuse. Outre le manque de terre, on peut citer comme raisons de cette émigration, le besoin de s'exiler pour fuir l’autorité du pouvoir ducal, « le désir de tenter la fortune par le service des armes », ou encore des raisons propres au pays conquis comme ses richesses et ressources naturelles ainsi que ses faiblesses politiques et institutionnelles.

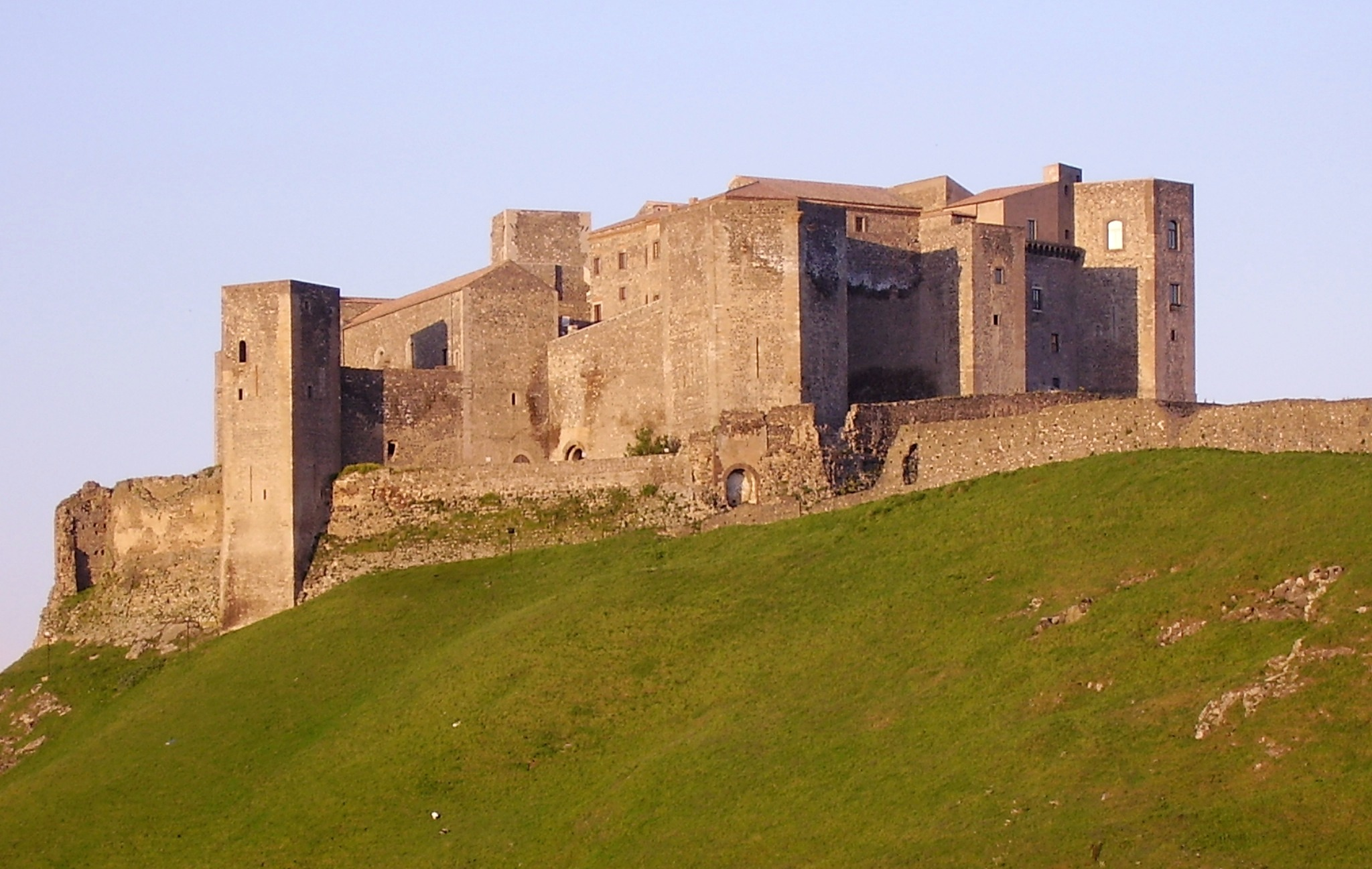
Le château normand de Melfi.

Les Normands sont probablement entrés comme guerriers dans le Mezzogiorno en 1017 au plus tard à la suite de problèmes rencontrés par des pèlerins. Selon le moine bénédictin Aimé du Mont-Cassin, des pèlerins de retour de Jérusalem en 999, relâchaient dans le port de Salerne lorsque se produisit une attaque de Sarrasins. Les Normands les combattirent si vaillamment que Guaimar IV de Salerne les pria de rester. Ils déclinèrent la demande du prince, mais offrirent à la place d’envoyer des gens de chez eux et tinrent promesse. Le chroniqueur normand Guillaume d'Apulie relate qu’en 1016, le combattant de la liberté lombarde Melo de Bari persuada des pèlerins qu’il avait rencontrés au tombeau de Saint-Michel au Mont Gargan de revenir avec plus de guerriers pour les aider à se débarrasser des Byzantins, ce qu’ils firent.
Parmi les aventuriers normands les plus fameux, on trouve Osmond Quarrel et Rainulf Drengot d’abord, qui arrivèrent en Italie en 1016 avec trois autres de leurs frères. Rainulf est, en 1029, le fondateur du premier fief normand en Méditerranée lorsqu’il reçut en 1030 le comté d’Aversa du duc Serge IV de Naples. Plus tard vinrent des aventuriers non moins célèbres, les frères Hauteville, qui arrivèrent progressivement à partir de 1035 environ avec principalement, Guillaume Bras-de-Fer, Drogon de Hauteville, Onfroi de Hauteville, Robert Guiscard et son jeune frère Roger Bosso.
Les Hauteville obtinrent un statut princier lorsqu’ils proclamèrent « duc d’Apulie et Calabre » le prince Guaimar IV de Salerne qui octroya promptement le titre de comte de sa capitale Melfi à Guillaume Bras-de-Fer, leur chef élu. Les Drengot atteignirent le même statut dans la principauté de Capoue lorsque l’empereur Henri III du Saint-Empire anoblit le chef de leur maison, Drogon, comme duc et maître de l’Italie et comte des Normands de toute l’Apulie et de la Calabre en 1047.

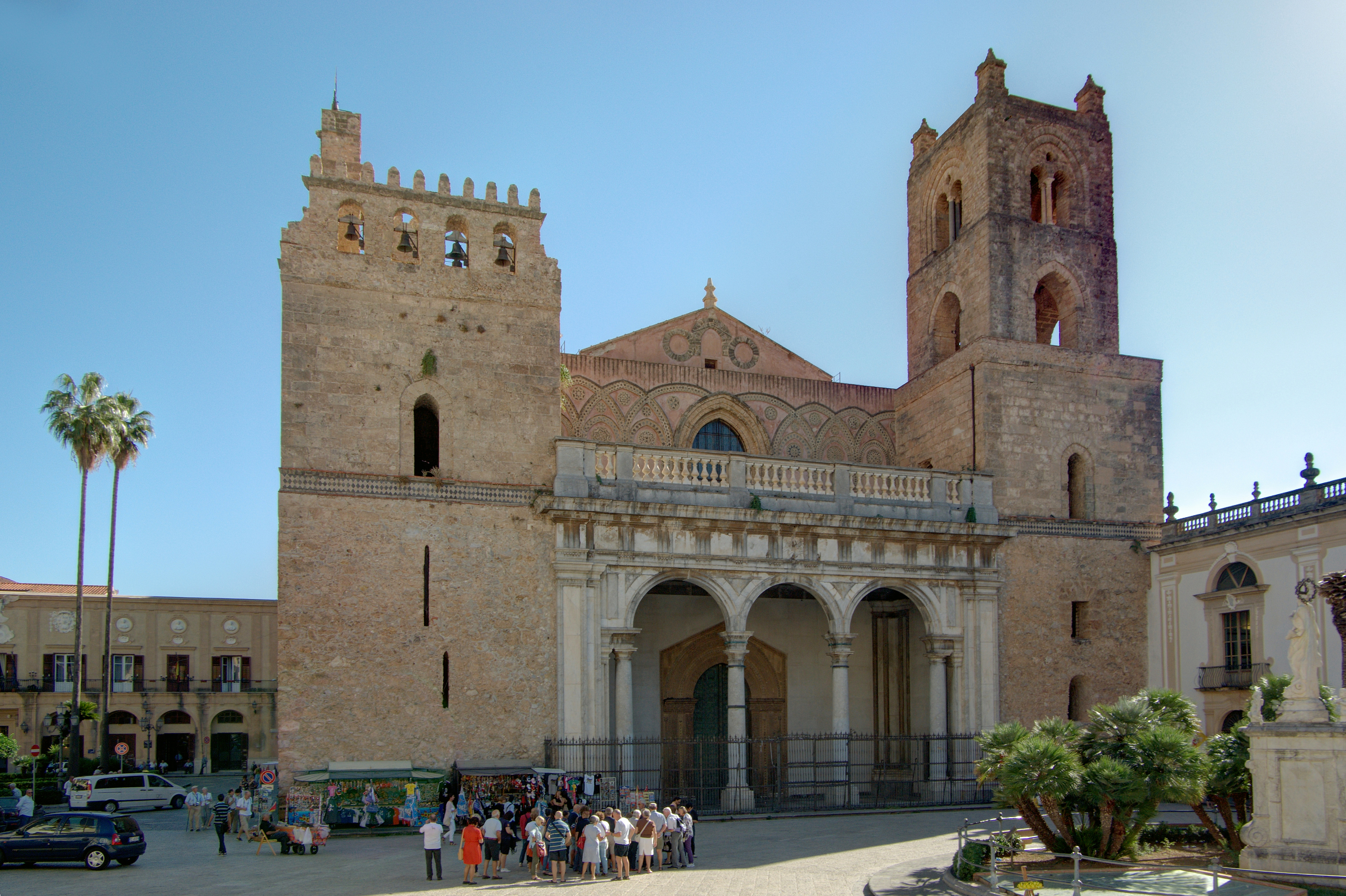
La cathédrale de Monreale.

De là, Robert Guiscard et Roger Bosso purent par la suite prendre la Sicile et Malte aux Sarrasins. Le fils de Roger, devint en 1130 le premier roi normand de Sicile sous le nom de Roger II de Sicile, exactement un siècle après le couronnement de Rainulf comme comte par le pape Anaclet II. Au pinacle du royaume normand de Sicile, qui comprenait également la moitié de la péninsule italienne jusqu’aux États papaux, la population de Palerme tournait autour de 300 000 alors que celle de Rome ne dépassait pas 30 000. Les recettes fiscales de Palerme dépassaient à elles seules celles de l’Angleterre normande tout entière. Ce royaume devait durer jusqu’en 1194, lorsqu’il revint par alliance aux Hohenstaufens.
Les Normands ont également laissé leur marque dans le paysage avec de nombreux châteaux, comme la forteresse de Guillaume Bras-de-Fer à Squillace ou des cathédrales, comme celle de Roger II à Cefalù, qui parsèment le pays auquel ils donnent une saveur architecturale complètement distincte du fait de son histoire unique. Institutionnellement, les Normands ont associé l’administration des Byzantins, des Arabes et des Lombards à leurs propres concepts de droit et d’ordre féodaux pour élaborer un gouvernement complètement original. Dans cet État qui jouissait d’une grande liberté religieuse, une bureaucratie méritocratique composée de juifs, de musulmans et de chrétiens catholiques et orthodoxes, coexistait avec la noblesse normande.
Parmi les autres Normands à s’être illustrés en Italie méridionale, on compte également Pierre de Trani, Hugues Tubœuf, Tristan de Montepeloso, Mauger de Hauteville, Guillaume de Hauteville, Godefroi de Hauteville, Serlon II de Hauteville, Roussel de Bailleul, Alphonse de Capoue, Robert Scalio ou Gui de Hauteville. Les Normands devinrent également très influents dans les affaires italiennes, par exemple, lorsque Robert Guiscard fut le seul appui du pape Grégoire VII dans son conflit contre l’empereur Henri IV. Cet appui mena à une bataille entre les Normands et les Romains au cours de laquelle une grande partie de Rome fut brûlée ou mise à sac.

#### Espagne
En 1129, Robert Burdet guerroie en Catalogne contre les Sarrasins, prend Tarragone aux Musulmans et se déclare « prince de Tarragone » indépendant du comté de Barcelone.

#### Orient
Peu après leur arrivée en Italie, les Normands entrèrent dans l’empire byzantin et peu de temps après combattirent en Arménie les Petchénègues, puis les Bulgares et les Seldjoukides. Invités de prime abord par les Lombards dans le sud pour intervenir contre les Byzantins, les mercenaires normands combattent bientôt au service des Byzantins en Sicile. Ils jouent un rôle prééminent dans les contingents varègues et lombards de la campagne sicilienne de Georges Maniakès de 1038-1040.
Un des premiers mercenaires normands à devenir général byzantin fut Nicéphore Bryenne dans les années 1050. Dès ce moment, il y avait déjà des mercenaires normands servant aussi loin que Trébizonde et la Géorgie. Ils étaient basés à Malatya et à Édesse, sous le duc byzantin d’Antioche, Isaac Comnène. Dans les années 1060, Robert Crispin mena les Normands d’Edesse contre les Turcs. Roussel de Bailleul tenta même de se créer son propre État indépendant en Asie mineure avec l'appui de la population locale avant d’être arrêté par le général byzantin Alexis Comnène. De 1073 à 1074, 8 000 des 20 000 soldats du général arménien Philaretos Brakhamios étaient des Normands menés par Raimbaud.

### Les croisades

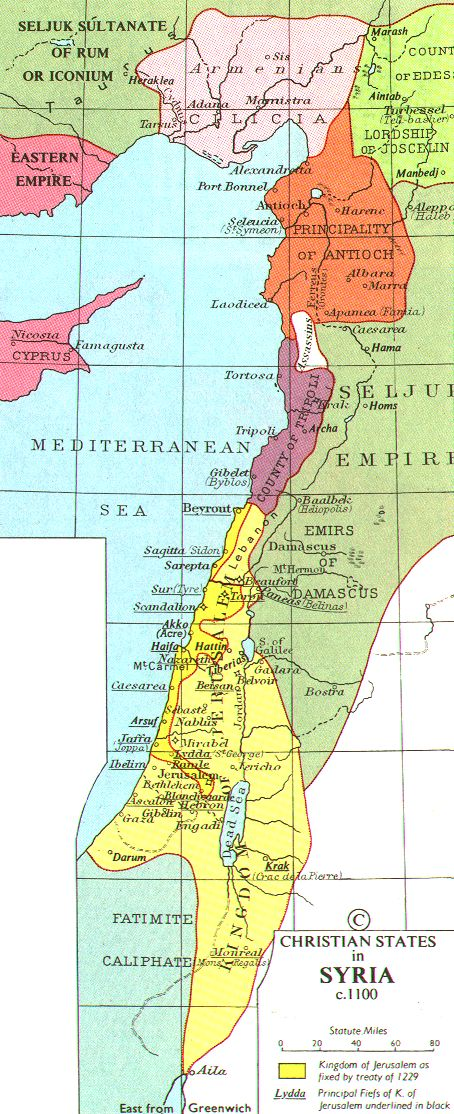
Antioche dans les États latins d’Orient après 1099.

La piété légendaire des Normands a trouvé à s’exercer dans les guerres religieuses longtemps avant que la première croisade n’aboutisse à la création de la principauté d'Antioche par les Normands d'Italie. Ils furent d’importants participants à la Reconquista en Espagne. En 1018, Roger de Tosny tenta même de se créer un État dans l’Espagne maure. En 1064, pendant la croisade de Barbastro, Guillaume de Montreuil prit, à la tête de l’armée pontificale, un butin énorme.
En 1096, des croisés passant par le siège d’Amalfi furent rejoints par Bohémond de Tarente et son neveu Tancrède de Galilée avec une armée d’Italo-Normands. Bohémond fut le chef de facto de la croisade pendant son passage de l’Asie mineure. Après le succès du siège d'Antioche en 1097, Bohémond commença à se créer une principauté indépendante autour de cette ville. Tancrède joua un rôle essentiel dans la conquête de Jérusalem et il contribua pour l’expansion du royaume de Jérusalem en Transjordanie et la région de la Galilée.

## Intégration
L’esprit viking, toujours vivace en plein XIe siècle, s’estompe définitivement au cours du XIIe siècle tandis que les Normands, que ce soit ceux, entre autres, d’Angleterre ou d’Italie, cessent peu à peu, à partir de la seconde moitié du XIIe siècle jusqu’au cours du XIIIe siècle, de former un peuple distinct. La capacité d’adaptabilité mentionnée par Geoffroi Malaterra s’est manifestée dans le judicieux dessein des Normands d’engager les hommes de talent locaux et d’épouser les femmes locales de haut rang. De même, les maîtres normands illettrés, mais confiants en eux-mêmes, n’hésitèrent pas à s’assurer la coopération de clercs instruits pour servir leurs desseins. Le succès de leur assimilation fut tel qu’à Palerme, peu de traces d’eux demeurent à l’époque moderne. Néanmoins, le duché de Normandie, annexé au domaine royal capétien par le roi Philippe Auguste en 1204, garda longtemps encore, face au pouvoir royal français, un fort particularisme, pendant longtemps source de conflits entre les royaumes de France et d’Angleterre, conflits issus directement, ou indirectement, de ces anciens Normands, Vikings francisés et autochtones normannisés par près de trois siècles d’autonomie du duché.

### Note
1. ↑  Il est en effet inconcevable que des composés de type scandinave et anglo-scandinave aient pu se substituer à des toponymes locaux ancestraux transmis de manière orale, sans un apport important de colons et la transmission suivie des langues nordiques pendant quelques générations, l'ancien norrois et le vieil anglais étant des langues particulièrement opaques pour le locuteur d'une langue romane.